# Rangers i Noies Guies
La branca escolta de Ràngers i Noies Guies és la unitat que formen els nois d'11 a 14 anys. Encara que en algunes associacions escoltes aquesta edat pot variar una mica i començar als 10 o als 12 anys.
Als escoltes d'aquesta edat se'ls anomena de diferents formes, segons l'agrupament i l'associació escolta a la qual formin part. En concret hi ha les següents:
- Ràngers i Noies Guies[3]
- Ràngers i Esplet[4]
- Raiers[2]
- Exploradors[1]
- Mariners
- Scouts[5]
- Guies

El conjunt de la unitat rep el nom Tropa o de Secció Scout. En espanyol se'ls anomena Scouts o Rangers, i a les noies de vegades se les anomena Guías. En anglès se'ls hi diu també scouts.
Escolarment, la branca es correspon als cursos de 6è de Primària, i 1r i 2n d'ESO (encara que això també depèn de cada associació escolta).
S'identifica amb el color de camisa blava. El petit grup rep el nom de Patrulla. El projecte o acció dut a terme per aquesta branca s'anomena expedició o aventura.

## El petit grup: La Patrulla[6]
Està formada per 5 o 6 membres (amb barreja de nois i noies, grans i petits). És una unitat de vida i de treball que pot portar una vida relativament autònoma.
Funciona coordinada amb les altres patrulles (cada membre d'una patrulla es relaciona amb els altres en el Comitès). El Cap de Patrulla és un noi o noia de tercer any escollit pels seus companys per liderar-los.
Cada membre pot tenir més d'una responsabilitat, i a més convé que tothom vagi passant per càrrecs diferents, és a dir, que cada trimestre es poden tornar a repartir els càrrecs. (Excepte el Cap de Patrulla, que només tindrà aquesta responsabilitat durant tot l'any).

## Institucions de la branca[6]
Les institucions són les diferents maneres com s'organitzen els nois de la Unitat, en funció de les necessitats de cada moment. L'existència d'aquestes institucions potencia el protagonisme de la persona i l'aprenentatge i pràctica del joc democràtic. Permet que els Ràngers i Noies Guies s'habituïn a treballar amb gent diversa i amb diferents estils.
En aquesta edat és freqüent la tendència a formar grupets i a separar-se els nois de les noies, per la qual cosa aquestes institucions formals són una bona manera de què mantinguin relació amb tots els nois de la seva Unitat.
- Assemblea: la formen tots els membres de la Unitat (nois i caps). És el lloc de discussió i elecció dels projectes del grup, i de revisió de la seva execució.
- Consell d'Expedició: serveix per planificar i controlar l'execució dels projectes. Està format pels Caps d'Unitat, els Caps de Patrulla, i un representant de cada Comitè implicat.
- Comitès: formats per un membre de cada Patrulla. Es formen reunint tots els nois que tenen un mateix càrrec a cada Patrulla. Fan serveis per a tot el grup. Els Comitès no són estables durant el curs; es fan i es desfan expressament per a cada projecte.
- Consell d'Honor: en forma part tothom que ha fet la promesa. Analitza els problemes de fons de la consecució d'un estil per a la vida de grup, treball de la llei, reflexió per a progressar humanament, etc. A la pràctica és una manera de reunir els nois més grans de la Unitat sempre que faci falta.

## Compromís i progrés personal[6]
Quan es parla del Compromís, cal parlar de la Promesa escolta i guia. La promesa a Ràngers i noies guies és potser la més important, és la que realment s'anomena "la promesa escolta/guia". Es fa durant el segon any d'estada a la branca. Bàsicament fer la promesa implica fer un pas endavant dins de l'escoltisme/guiatge, que ajudarà al noi/noia a ser més útil i a ser millor escolta/guia. Serà imprescindible un bon coneixement de la Llei Escolta/guia.